# Diệp Huyện Quy Tỉnh
Diệp Huyện Quy Tỉnh (zh: 葉縣歸省, ja: Sekken Kisei, ?-?) là Thiền sư Trung Quốc đời Tống thuộc Lâm Tế Tông. Sư là một trong hai đệ tử nối pháp xuất sắc nhất của Thiền sư Thủ Sơn Tỉnh Niệm. Sư là một vị Thiền sư có cơ phong giáo hóa đệ tử rất nghiêm khắc và quyết liệt.

## Cơ duyên ngộ đạo
Sư họ Cổ, quê ở Ký Châu. Sư xuất gia và thụ giới cụ túc từ lúc còn trẻ. 
Trong lúc du phương, sư đến tham vấn Thiền sư Thủ Sơn. Một hôm, Thủ Sơn đưa một khúc tre lên hỏi: "Gọi là Trúc bề thì xúc phạm, chẳng gọi trúc bề thì trái, vậy gọi là cái gì?". Sư chụp trúc bề, ném xuống đất, nói: "Là cái gì?". Thủ Sơn bảo: "Mù!". Sư nhân đây triệt ngộ.

## Hoằng pháp
Sau khi đắc đạo, sư đến trụ trì tai Diệp Huyện Quảng Giáo Viện (zh: 葉縣廣敎院) và mở mang tông phong.
Một hôm, sư cùng một vị tăng đi đường, nhân thấy một tử thi, tăng hỏi: "Xe ở đây mà trâu ở đâu?". Sư đáp: "Ngươi đã bước chân đi". Tăng thưa: "Trâu cũng không mà đi cái gì?". Sư bảo: "Ngươi đã không trâu, tại sao đạp nát gót chân?". Tăng thưa: "Thế ấy là chính từ Diệp Huyện đến". Sư bảo: "Chớ chạy loạn!".
Có vị tăng hỏi sư về Công án Cây bách của Triệu Châu. Sư bảo: "Ta chẳng tiếc nói với ngươi, mà ngươi có tin không?". Tăng thưa: "Lời của Hoà thượng quý trọng, con đâu dám chẳng tin". Sư bảo: "Ngươi lại nghe giọt mưa rơi trước thềm chăng?". Vị tăng hoát nhiên có ngộ nhập, bấc giác thốt lên: "Chao!" một tiếng. Sư hỏi: "Ngươi thấy đạo lí gì?". Vị tăng bèn làm bài tụng:
Phiên âm:
Thiềm đầu thủy đích
Phân minh lịch lịch
Đả phá càn khôn
Đương hạ tâm tức.
Dịch nghĩa:
Giọt mưa trước thềm
Rành rẽ rõ ràng
Đập nát càn khôn
Liền đó tâm dứt.
Sư có chút bệnh, biết mình sắp tịch. Vị tăng khám bệnh đến, hỏi sư: " Hoà thượng, tứ đại vốn không, bệnh từ chỗ nào đến?". Sư đáp: "Từ chỗ Xà-lê hỏi đến". Tăng thưa: "Khi con chẳng hỏi thì sao?". Sư đáp: "Xuôi tay nằm dài trong hư không". Tăng thốt lên: "Chao!". Sư liền tịch.
Sư có để lại tác phẩm Diệp Huyện Quảng Giáo Tỉnh Ngữ Lục (zh: 葉縣廣敎省語錄, 1 quyển).

## Pháp ngữ
Sư dạy chúng rất tận tình, tha thiết: "Thiền sinh hành khước cần phải để tâm, tham học phải đủ con mắt tham học, kiến địa phải được câu kiến địa, mới có phần tương thân, không bị các cảnh làm lầm, cũng chẳng rơi vào đường ác. Cứu kính xong xuôi thế nào? Có khi câu đến mà ý chẳng đến, quên duyên cảnh trước phân biệt việc bóng dáng. Có khi ý đến mà câu chẳng đến, như mù rờ voi mỗi người có lối nói khác. Có ý câu đều đến, đập nát cõi hư không ánh sáng soi mười phương. Có khi ý câu đều chẳng đến người mù chạy ngang bỗng nhiên rơi xuống hầm".